# Isidore Hippolyte Brion
Pour les articles homonymes, voir Brion.
Isidore Hippolyte Nicolas Brion,, dit Brion fils, né à Paris le 18 décembre 1799 et mort dans la même ville le 24 octobre 1863, est un sculpteur français.

## Biographie
Isidore Hippolyte Brion est le fils du sculpteur-ébéniste Pierre-Gaston Brion. 
Il reçoit l'enseignement de son père, ainsi que celui de François Joseph Bosio dont il est probablement l'un des élèves les plus doués, à l'École des beaux-arts de Paris. Deux fois admis au prix de Rome, il doit y renoncer pour raison de santé.
Il est inhumé au cimetière du Père-Lachaise à Paris.

## Œuvres
Parmi ses œuvres, on peut citer :
- buste en marbre de l'amiral de France, le duc Anne de Joyeuse, qui est conservé dans la galerie des Batailles du château de Versailles ;
- statue de L'abbé René Just Haüy (1743-1822), minéralogiste français, conservée dans la galerie de minéralogie du Muséum national d'histoire naturelle à Paris ;
- buste du Guerchin, conservé au Musée de Picardie à Amiens[4].

Il participe avec Jean-François-Théodore Gechter, François Lanno et Honoré Jean Aristide Husson, à la réalisation du noyau de la Fontaine des Fleuves, installée sur la place de la Concorde à Paris. L'ensemble se compose de figures allégoriques de La Cueillette des fruits, de L'Industrie, La Navigation et L'Agriculture.

Œuvres d'Isidore Hippolyte Brion
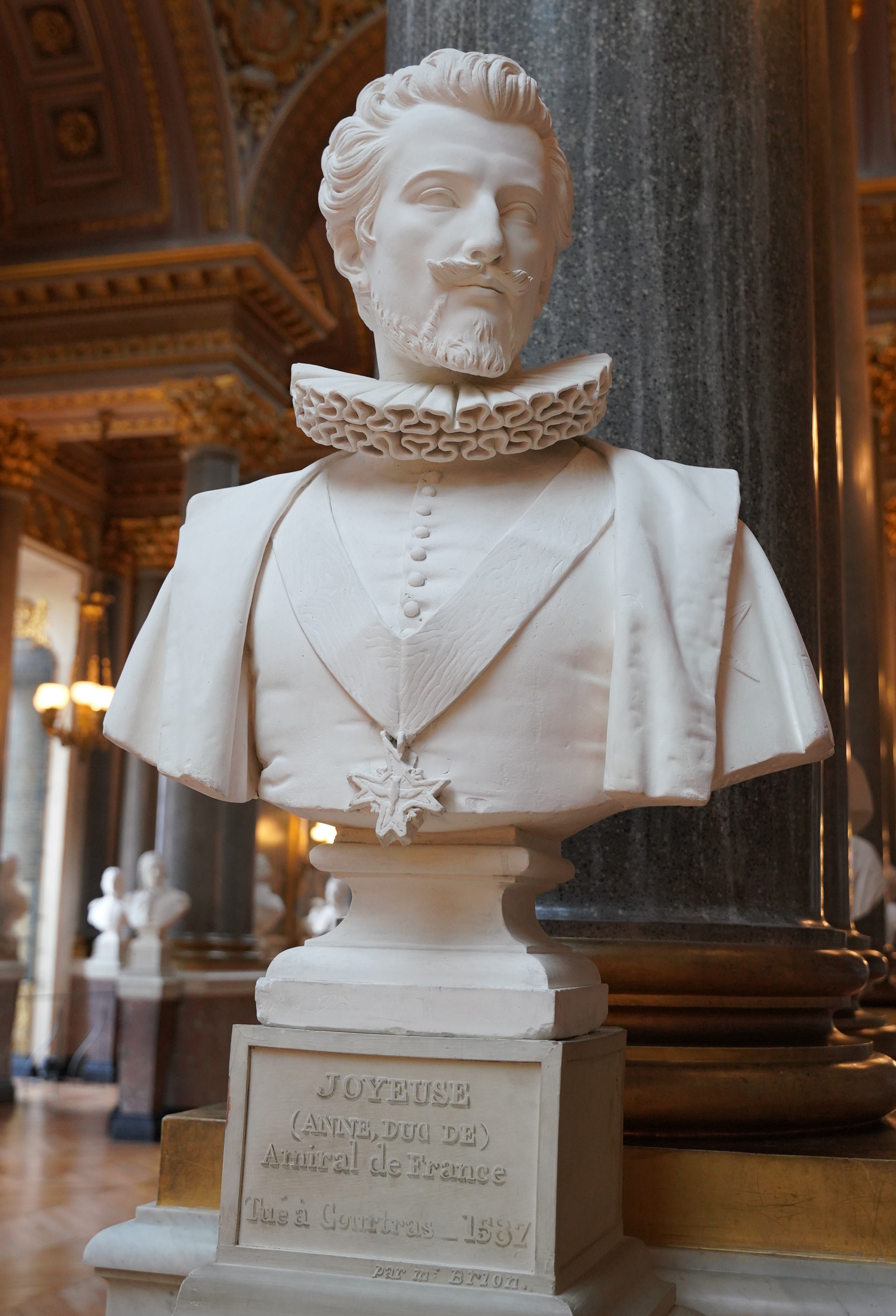
Buste d'Anne de Joyeuse, détail, château de Versailles.
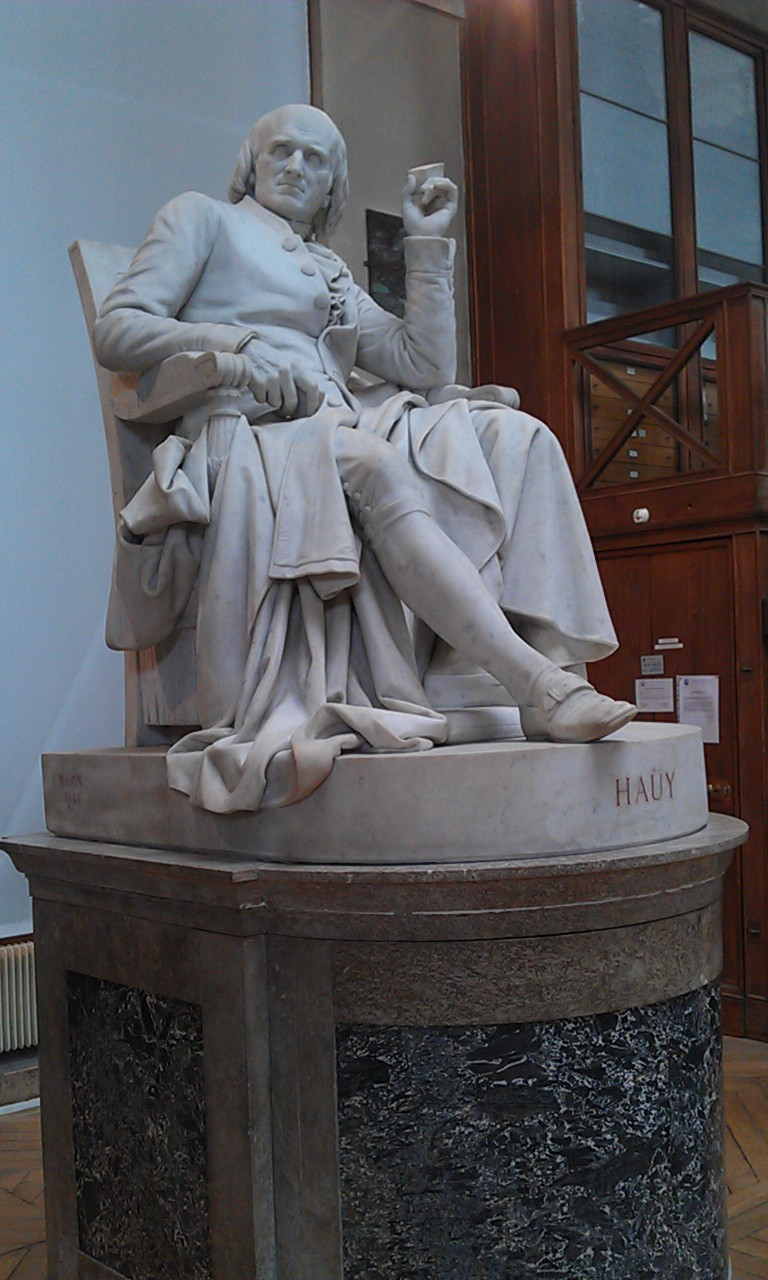
Statue de l'abbé René Just Haüy (Salon de 1863), Paris, Muséum national d'histoire naturelle.